# Trigonophora jodea
Trigonophora jodea är en fjärilsart som beskrevs av Achille Guenée 1838. Trigonophora jodea ingår i släktet Trigonophora och familjen nattflyn. Inga underarter finns listade i Catalogue of Life.